# Sati’ al-Ḥusri
Abu Haldun Sāṭi` al-Ḥuṣrī (în arabă: ساطع الحصري,; n. 1880 – d. 1968) a fost un important scriitor și gânditor sirian, dar și o figură influentă a naționalismului arab din secolul al XX-lea.

## Biografie
Sati’ al-Ḥusri s-a născut în anul 1882, în Sana'a, Yemen, într-o familie înstărită de funcționari sirieni musulmani. Și-a realizat studiile în capitala Imperiului Otoman, Istanbul și, înainte de a învăța limba arabă literară, a studiat turca și franceza.
Studiul în Europa avea să joace un rol important în conturarea ideilor sale referitoare la conceptul de naționalism, acestea fiindu-i influențate, îndeosebi, de cele ale romanticilor germani.
El a ocupat funcții importante în învățământ, atât în Siria, pe parcursul perioadei de independență (1918-1920), cât și în Irak.
Sati’ al-Ḥusri și-a petrecut ultima parte a vieții în Egipt, iar în anul 1967,  a murit, la Cairo, unde ocupase funcția de director al direcției culturale, în cadrul Ligii Statelor Arabe .

## Ideologia naționalismului arab. Puncte de plecare
Arabismul lui Sati’ al-Ḥusri datează din anul 1916. Cu toate acestea, înainte de a se remarca drept un naționalist arab, Sati’ al-Ḥusri a fost un partizan al Junilor Turci .
Textul său intitulat Ce este naționalismul? a constituit principala sursă pe care s-au fundamentat principiile ideologiei naționalismului arab, cuprinzând și o expunere a elementelor care au inspirat naționalismul arab.
Sati’ al-Ḥusri a insistat asupra întârzierii apariției conștiinței naționale a arabilor, ceea ce a determinat și o întârziere a unui progres în politică și în economie.
În vederea analizării acestei situații, Sati’ al-Ḥusri pune accentul pe epoca glorioasă care a urmat cuceririlor arabe, epocă marcată de înflorire, atât în domeniul științei, cât și în cultură, aceasta din urmă servind drept inspirație pentru culturile europene.În acest sens, el aduce drept argument multitudinea cuvintelor care au intrat în limbile europene, gânditorii și oamenii de știință înșiși fiind cei care insistau asupra rolului major al acestora, în cadrul procesului de cunoaștere.
Ulterior acestei epoci, atât dezvoltarea științei, cât și a culturii arabe au intrat într-o perioadă de stagnare, care s-a întins de-a lungul mai multor secole. În schimb, europenii și-au dezvoltat științele, iar arabii nu au conștientizat, inițial, progresul europenilor și propria înapoiere. Această înapoiere a arabilor a implicat și absența formării conștiinței naționale.

## Întârzierea apariției conștiinței naționale a arabilor. Cauze
O primă cauză a acestei întârzieri a constituit-o faptul că stăpânirea otomană era privită ca ,,statul califatului islamic”, căpătând, în acest mod, importanță de ordin spiritual. În acest context, Al-Ḥuṣrī remarcă faptul acest aspect a dus la alienare, la neglijarea propriei națiuni. 
Sati’ al-Ḥusri consideră că o greșeală a arabilor făcută în momentul preluării unor elemente din cultura și politica europenilor, care a determinat întârzierea apariției conștiinței naționale a fost și orientarea numai către Anglia și Franța. Popoarele acestor două țări nu încurajau mișcările naționale, întrucât le-ar fi putut periclita interesele politice.
Drept urmare, el a dorit ca dezvoltarea conceptului de națiune arabă să aibă la bază eliminarea oricărui element etnic care era străin imperiului.
În plus, cauze ale acestei întârzieri au fost date și de tendințele regionaliste ale arabilor, mai exact, de divizarea acestora în numeroase state, fiecare dispunând de steag, guvern și monedă proprii.

## Rolul unificator al limbii arabe
Sati’ al-Ḥusri a pus accentul pe ideea conform căreia unitatea națională se bazează pe unitate lingvistică. Așadar, conform viziunii lui Sati’ al-Ḥusri, unificarea națiunii arabe are drept fundament preocuparea pentru limba arabă. Astfel, el susține că patria arabilor este acolo unde există vorbitori ai limbii arabe.
Al-Ḥusri a dorit ca procesul de arabizare să se realizeze, în primul rând, în domeniul educației, pe care îl considera capabil de a înlesni propaganda naționalistă. În acest sens, el a pus accentul pe arabizarea programelor de învățământ din Siria, ceea ce implica, înainte de toate, prezența limbii arabe în instituțiile de învățământ.
În plus, acesta a susținut necesitatea renunțării la predarea unei limbi străine în școala primară, considerând că aceasta îi determina pe copii să nu acorde limbii naționale atenția cuvenită.
Totodată, el a precizat și faptul că este arab și cel ale cărui rădăcini nu sunt în Peninsula Arabică, condiția fiind să vorbească limba arabă, aceasta din urmă constituind liantul națiunii arabe. Limba reprezintă, la Al-Husri, dovada unei istorii comune, fiind cea în care rezidă cultura națională.
Sati’ al-Ḥusri a manifestat interes pentru legătura care se realizează între arabi pe plan intern, pornind de la istoria și limba lor comune și nu neapărat pentru ceea ce îi distinge de alte popoare.
Așadar, Al-Husri a promovat ideea conform căreia rolul cel mai important în constituirea națiunilor a fost deținut de limbă, nu de religie, aceasta din urmă sprijinind, în concepția lui, conservarea limbii, fără a constitui însă un factor-cheie în formarea identității naționale. El argumentează acest aspect prin faptul că unitatea națională, așa cum o demonstrează și istoria, se distinge de cea religioasă, întrucât nu se ghidează după aspecte religioase, care, conform lui Al-Husri, sunt pasibile de interpretare.
Alături de limbă, el a pus accentul și pe rolul unificator al istoriei comune a arabilor, dar și pe ideea modernizării spațiului arab.